# Streblocera hefengensis
Streblocera hefengensis är en stekelart som beskrevs av Wang 1993. Streblocera hefengensis ingår i släktet Streblocera och familjen bracksteklar. Inga underarter finns listade i Catalogue of Life.